# دژ لاپن‌رانتا
دژ لاپن‌رانتا (به فنلاندی: Lappeenrannan linnoitus) قلعه‌ای است که در لاپن‌رانتا فنلاند واقع شده‌است.

## تاریخ
در سال ۱۶۴۹، پس از بازدید از ویپوری، فرماندار کل فنلاند تصمیم گرفت یک شهر جدید در نزدیکی آبراه‌ها ایجاد کند. طرح کاربری زمین دژ در سال ۱۶۴۹ توسط اریک نیلسون آسپگرن تدوین شد.
در ۲۰ سپتامبر ۱۶۵۲، رژیم سیاسی استکهلم تصمیم گرفت حقوق ویژه ای را به لاپن‌رانتا اعطا کند. در اوایل سال ۱۶۵۳، اریک نیلسون آسپگرن حقوق ویژه ای را به فرماندار یوهان روزنهان سپرد.
پس از پیمان نیستاد، در پاییز ۱۷۲۱، سوئد یک کمیسیون مرزی به ریاست اکسل لوون، مشاور عمومی و ایالتی تأسیس کرد. در سال ۱۷۲۲، اکسل لوون یک پادگان کوچک برای اطمینان از عبور از مرز و بازگشت پناهندگان تأسیس کرد. برای تأمین امنیت تجارت قیر لاپن‌رانتا، ۱۱۲ سرباز برای محافظت اعزام شدند. در سال ۱۷۲۳، برادران کارل فردریش و آندرس یوهان نوردنبرگ به همراه یاکوب یوهان فابر برای طراحی این قلعه انتخاب شدند. کار ساخت و ساز بین سال‌های ۱۷۲۲ و ۱۷۲۸ انجام شد.
هنگامی که حزب کلاه در اواخر دهه ۱۷۳۰ به قدرت رسید، بودجه بیشتری را برای گسترش استحکامات به رهبری آدام راینهارت برونو اختصاص داد. با این حال، کار استحکامات  متوقف شد.

## پادگان روسیه ۱۸۱۲–۱۷۴۳
در آغاز حکومت روسیه، هنگ‌های گارد مرزی اغلب تغییر می‌کردند. استحکامات لاپن‌رانتا در دهه ۱۷۵۰ بازسازی شد. در دهه ۱۷۹۰، قلعه تحت فرمان الکساندر سووروف قرار گرفت که به توسعه آن به عنوان بخشی از سیستم استحکامات جنوب شرقی فنلاند ادامه داد.
در سال ۱۷۸۵، در دوره استیلای روسیه، کلیسای ارتدکس لاپن‌رانتا نیز ساخته شد و آن را به قدیمی‌ترین کلیسای ارتدکس فنلاند تبدیل کرد.

## اردوگاه اسیران جنگی
پس از جنگ داخلی فنلاند، گاردهای سفید (فنلاند) دژ را به زندان تبدیل کردند که به دلیل اعدام‌های خودسرانه که در آنجا انجام می‌شد بدنام بود. این اردوگاه نزدیک به ۳۰۰۰ اسیر گارد سرخ داشت که حدود ۵۰۰ نفر از آنها اعدام شدند.